# アメリカンボウル
アメリカンボウル（American Bowl）は米国のプロフットボール・NFLのプレシーズンマッチ。米国以外で開催される。
他国でアメリカンフットボールを促進するために、1986年にイングランド・ロンドンのウェンブリー・スタジアムで初開催。その後、メキシコのエスタディオ・アステカや、日本の東京ドーム、ベルリンのオリンピアシュタディオンなどでも開催された。

## 日本開催の試合
| 開催日        | 勝利チーム                   | スコア | 敗戦チーム                   | スコア | MVP                      | 競技場     | 観衆   |
| ------------- | ---------------------------- | ------ | ---------------------------- | ------ | ------------------------ | ---------- | ------ |
| 1989年8月6日  | ロサンゼルス・ラムズ         | 16     | サンフランシスコ・49ers      | 13     | ガストン・グリーン       | 東京ドーム | 50,000 |
| 1990年8月5日  | デンバー・ブロンコス         | 10     | シアトル・シーホークス       | 7      | ゲイリー・キュービアック | 東京ドーム | 49,000 |
| 1991年8月4日  | マイアミ・ドルフィンズ       | 19     | ロサンゼルス・レイダース     | 17     | スコット・ミラー         | 東京ドーム | 51,000 |
| 1992年8月2日  | ヒューストン・オイラーズ     | 34     | ダラス・カウボーイズ         | 23     | ウォーレン・ムーン       | 東京ドーム | 51,058 |
| 1993年8月1日  | ニューオーリンズ・セインツ   | 28     | フィラデルフィア・イーグルス | 16     | タイロン・ヒューズ       | 東京ドーム | 49,000 |
| 1994年8月7日  | ミネソタ・バイキングス       | 17     | カンザスシティ・チーフス     | 9      | アンプ・リー             | 東京ドーム | 49,555 |
| 1995年8月6日  | デンバー・ブロンコス         | 24     | サンフランシスコ・49ers      | 10     | デリック・オーエンス     | 東京ドーム | 48,526 |
| 1996年7月28日 | サンディエゴ・チャージャーズ | 20     | ピッツバーグ・スティーラーズ | 10     | ショーン・サリスベリー   | 東京ドーム | 40,163 |
| 1998年8月2日  | グリーンベイ・パッカーズ     | 27     | カンザスシティ・チーフス     | 24     | グリン・ミルバーン       | 東京ドーム | 42,018 |
| 2000年8月6日  | アトランタ・ファルコンズ     | 20     | ダラス・カウボーイズ         | 9      | トニー・グラジアーニ     | 東京ドーム |        |
| 2002年8月4日  | ワシントン・レッドスキンズ   | 38     | サンフランシスコ・49ers      | 7      |                          | 大阪ドーム |        |
| 2003年8月3日  | タンパベイ・バッカニアーズ   | 30     | ニューヨーク・ジェッツ       | 14     |                          | 東京ドーム | 43,601 |
| 2005年8月7日  | アトランタ・ファルコンズ     | 27     | インディアナポリス・コルツ   | 21     | マット・ショーブ         | 東京ドーム | 45,203 |

- 開催日は、いずれも日本時間

1989年の試合では第23回スーパーボウルに吉田填一郎のサブとして行った増田隆生が実況を担当、彼はその後、そのシーズンの第24回スーパーボウルを始めに、スーパーボウルの中継を7回担当した。
1996年の試合では阿部拓朗、伊藤重将がスティーラーズから、池ノ上貴裕がチャージャーズ出場、1998年の試合では河口正史、中村多聞がパッカーズから、安部奈知、板井征人がチーフスから、2000年の試合では河口正史、板井征人がカウボーイズから、安部奈知がファルコンズから、2002年の試合では天谷亮仁がレッドスキンズから、河口正史がフォーティナイナーズから、2003年の試合では山田晋三がバッカニアーズから、井本圭宣がジェッツから出場している。
2003年に出場した井本は、44ヤードのレシーブをあげて、味方のTDに結びつけた。
1991年までは東芝がスポンサーであったが、1992年からバドワイザーがスポンサーとなった。

### 毎日スターボウル
1976年にセントルイス・カージナルスとサンディエゴ・チャージャーズが来日し後楽園球場で試合が行われカージナルスが20-10で勝利した。